# Peak oil

Model wydobycia ropy naftowej, znany jako krzywa Hubberta, zaprezentowany w 1956 na spotkaniu Amerykańskiego Instytutu Naftowego.

Peak oil (dosł. „szczyt wydobycia ropy naftowej”) – moment w czasie w którym wydobycie ropy naftowej osiągnie maksimum i rozpocznie się nieodwracalny spadek wydobycia. Ponieważ ropa naftowa jest najintensywniej wykorzystywanym przez ludzkość źródłem energii, toczy się aktywna debata na temat tego, kiedy to nastąpi i jakie będzie miało skutki dla ludzkości. Historyczne przewidywania tego momentu okazały się przedwczesne, jednak wzrost cen ropy naftowej w ostatnich latach spowodował szereg spekulacji dotyczących tego, jak daleko ludzkość jest od szczytu wydobycia i na ile jest na niego przygotowana.

## Historia

Wydobycie ropy w USA (linia niebieska) oraz import ropy do USA (linia czerwona). Wydobycie osiągnęło szczyt w 1971 i spadało przez kolejnych 35 lat. Od 2006 roku wydobycie ropy w USA znów rośnie.

Ponieważ ropa naftowa jest nieodnawialnym źródłem energii, w którymś momencie jej zasoby zaczną się kończyć i w związku z tym szczyt światowej produkcji jest nieunikniony. Jego moment jest jednak trudny do przewidzenia, ponieważ nowe złoża ropy naftowej są wciąż odkrywane. Pierwszy ilościowy globalny model odkrywania i wydobywania złóż ropy opracował M. King Hubbert w 1956 roku i czasem peak oil jest nazywany teorią Hubberta. Stworzony przez Hubberta model przewidywał szczyt wydobycia ropy naftowej w Stanach Zjednoczonych między 1965 a 1970, oraz globalny szczyt wydobycia około roku 2000.

Ceny ropy naftowej od 1861 roku: nominalne (niebieska linia) oraz z uwzględnieniem inflacji (pomarańczowa linia)

Wydobycie ropy naftowej w USA osiągnęło szczyt w 1971 roku i od tego czasu USA zaczęły gwałtownie zwiększać import ropy. Międzynarodowy handel ropą naftową rozwijał się jednak w skomplikowany sposób. W 1973 roku państwa eksportujące ropę zrzeszone w organizacji OPEC nałożyły embargo na państwa wspierające Izrael w wojnie Jom Kipur, co wywołało kryzys naftowy i gwałtowny wzrost cen ropy na świecie. Kolejny gwałtowny wzrost nastąpił w latach 1979–1982 w wyniku rewolucji w Iranie. Sumarycznie cena baryłki ropy wzrosła z niecałych 2$ w 1971 roku do około 35$ w 1980 roku. Zahamowało to rozwój wielu dziedzin gospodarki i zmniejszyło popyt na ropę. W szczytowym roku 1979 wydobywano 66 mln baryłek ropy dziennie, a w 1983 roku 56 mln. USA w 1979 roku importowały 6,7 mln baryłek dziennie, a w 1983 roku 4,9 mln.
W 1983 roku światowa produkcja ropy zaczęła jednak znów rosnąć i w 1994 roku przekroczyła poziom z 1979. Wydobycie ropy w USA dalej spadało, osiągając w 2006 roku minimum na poziomie 6,8 mln baryłek dziennie – o połowę mniejszym niż w 1971 roku. Od 2001 roku ceny ropy zaczęły ponownie gwałtownie rosnąć – z jednej strony było to spowodowane zwiększonym zapotrzebowaniem ze strony rynków wschodzących, takich jak Indie i Chiny, a z drugiej strony monopolistyczną praktyką krajów OPEC, kontrolujących ponad 75% znanych złóż ropy. Ceny ropy przekroczyły 100$ za baryłkę. Wzrost ten spowodował jedynie nieznaczne zaburzenie w światowym zapotrzebowaniu na ropę. W 2012 roku na świecie wydobywano 86 mln baryłek ropy dziennie.

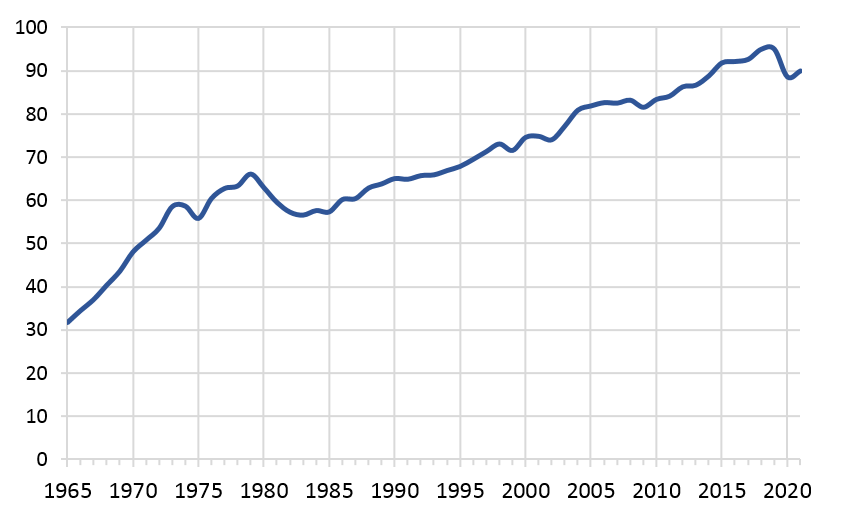
Wydobycie ropy naftowej na świecie (miliony baryłek dziennie).

W 2010 roku Międzynarodowa Agencja Energii ogłosiła osiągnięcie szczytu popytu na ropę w krajach OECD w 2006 roku. Od 2006 do 2012 wydobycie ropy w USA wzrosło jednak o 30%.

## Przewidywania

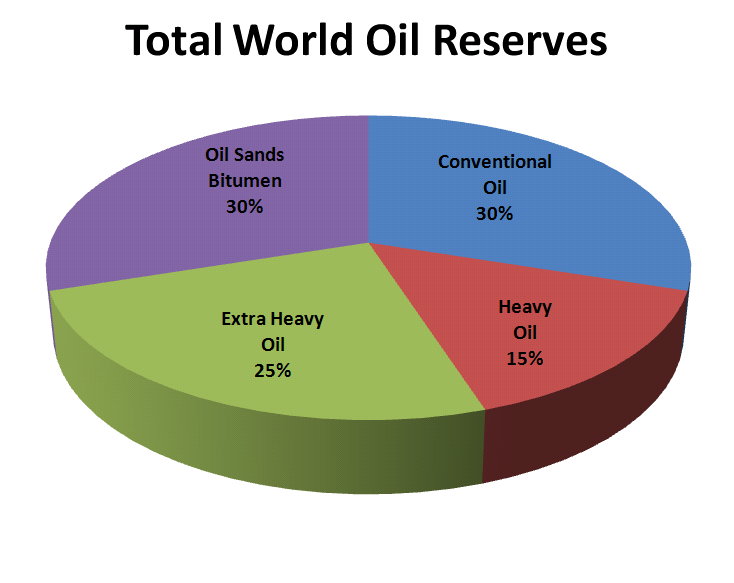
Niekonwencjonalne złoża ropy naftowej są kilkukrotnie większe niż konwencjonalne.

Choć zasoby ropy naftowej na świecie są ograniczone, wciąż odkrywane są nowe jej złoża. W miarę wzrostu cen ropy oraz rozwoju technologii opłacalne staje się wydobywanie coraz trudniej dostępnych źródeł. Najłatwiejsze jest wydobywanie ropy ze złóż w których znajduje się ona w postaci płynnej. Istnieją jednak większe złoża niekonwencjonalne, w których jest ona w postaci gęstszych frakcji, jak również związana w łupkach bitumicznych i piaskach bitumicznych.
W 1980 roku znane światowe rezerwy ropy naftowej wynosiły 683 mld baryłek, co przy wydobyciu na poziomie 23 mld baryłek rocznie mogło wystarczyć na niecałe 30 lat. Od 1980 do 2012 roku wydobyto 852 mld baryłek, wydobycie wzrosło do 31,5 mld baryłek rocznie, a znane rezerwy wzrosły do 1668 mld baryłek, co przy obecnym wydobyciu wystarczy na 53 lata.
Energy Information Administration przewiduje, że zapotrzebowanie na ropę będzie dalej rosło i do 2030 roku dzienne wydobycie przekroczy 100 milionów baryłek. Międzynarodowa Agencja Energetyczna przewiduje, że zapotrzebowanie to będzie zaspokojone dzięki wykorzystaniu nowo odkrytych i niekonwencjonalnych złóż.

## Możliwe konsekwencje
Ropa naftowa jest nie tylko najważniejszym źródłem energii dla ludzkości, ale jest również głównym surowcem wykorzystywanym przy produkcji tworzyw sztucznych. Zwiększanie jej wydobycia umożliwiało rozwój gospodarki od czasów rewolucji przemysłowej, a jej wyczerpanie się musi spowodować drastyczne zmiany w całej cywilizacji. W 2005 roku Departament Energii Stanów Zjednoczonych opublikował raport dotyczący przygotowania do peak oil. Raport stwierdzał, że „Szczyt światowego wydobycia ropy naftowej oznacza ryzyko bez precedensu dla USA i całego świata. W miarę zbliżania się tego momentu ceny ropy będą się gwałtownie zmieniać, co przy braku odpowiednich przeciwdziałań spowoduje niemające precedensu koszty ekonomiczne, społeczne i polityczne. Istnieje wiele możliwości przeciwdziałań zarówno po stronie popytu jak i podaży, ale aby miały one istotny wpływ, muszą zostać zainicjowane przynajmniej na dekadę wcześniej niż szczyt nastąpi”.
Światowe zmniejszenie wydobycia ropy naftowej musi wywołać początkowo wzrost jej cen. W przeszłości, gwałtowny wzrost cen ropy naftowej wiązał się z recesją gospodarczą w większości krajów, tak jak w latach 1973 i 1979 w czasie kryzysów naftowych. Wzrost cen może być łagodzony przez obniżenie podatków i akcyz związanych z ropą. Ostatecznie musi jednak doprowadzić do zmniejszenia zapotrzebowania na ropę, gdy wydobycie nie będzie mogło zaspokoić potrzeb.
W transporcie ropa naftowa może być częściowo zastąpiona przez paliwa alternatywne takie jak LNG czy benzyna syntetyczna. Podobnie węgiel i gaz mogą stanowić zamiennik ropy w przemyśle petrochemicznym i uprawnym. Jest to jednak rozwiązanie przejściowe, ponieważ gaz i węgiel również są nieodnawialnymi źródłami. Samochody elektryczne mogłyby umożliwić całkowitą rezygnację z wykorzystywania paliw kopalnych, o ile energetyka zostałaby oparta na innych źródłach.
W energetyce do końca XX wieku konkurencyjnymi zamiennikami dla paliw kopalnych były tylko elektrownie wodne oraz energetyka jądrowa, której wykorzystanie wkroczyło w okres stagnacji po katastrofie elektrowni jądrowej w Czarnobylu, a nawet nieco zmalało po katastrofie japońskiej elektrowni w Fukushimie. W 2006 roku elektrownie jądrowe wytworzyły 2807 TWh (14,8% globalnej energii elektrycznej), a w 2012 roku 2476 TWh (11% globalnej energii elektrycznej). Na początku XXI wieku duże inwestycje kierowane są w rozwój odnawialnych źródeł energii, takich jak energia wiatru i energetyka słoneczna. Teoretycznie mogłyby one zaspokoić potrzeby energetyczne ludzkości, ale ich udział w gospodarce jest wciąż niewielki. W 2012 roku z wiatru uzyskano 521 TWh (2,3% globalnej energii elektrycznej), a ze słońca 93 TWh (0,4% globalnej energii elektrycznej).
W 2017 roku elektrownie jądrowe wytworzyły 2635,6 TWh energii elektrycznej (10,3% światowej produkcji), hydroelektrownie 4059,9 TWh (15,9%), a pozostałe źródła odnawialne 2151,5 TWh (8,4%, w tym z energii wiatru: 1122,7 TWh czyli 4,4%, a z energii słonecznej: 442,6 TWh czyli 1,7%).

## Peak oil a polityka

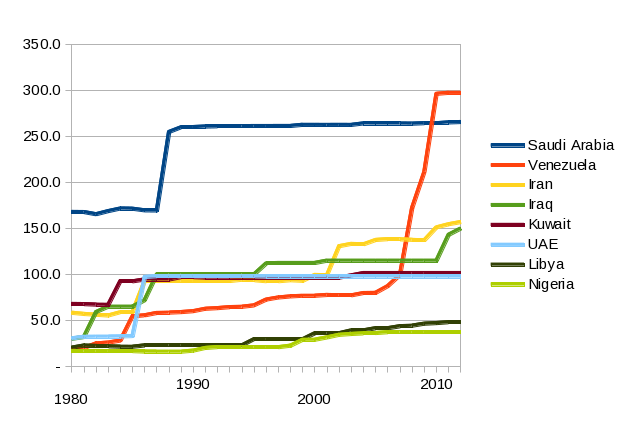
Historia deklarowanych przez kraje OPEC rezerw ropy naftowej. Pomimo intensywnego wydobycia, nie wykazują one spadku.

Rynek ropy naftowej jest jednym z największych rynków świata i największe przedsiębiorstwa świata w większości są przedsiębiorstwami handlującymi ropą. W wielu krajach dochód ze sprzedaży ropy naftowej stanowi istotną część gospodarki. Powoduje to, że rynek ropy naftowej jest silnie powiązany z układami politycznymi, a wiele informacji dotyczących dostępnych złóż i kosztów wydobycia nie jest publicznie znanych. Przykładowo, deklarowane przez kraje OPEC posiadane rezerwy ropy naftowej często nie zmieniają się przez wiele lat, mimo intensywnego wydobycia oraz doniesień o odkrywaniu nowych złóż. Stany Zjednoczone z kolei nie eksploatują części swoich złóż na Alasce, zaspokajając swoje zapotrzebowanie poprzez import z innych krajów.
Dostęp do złóż ropy naftowej jest kluczowym interesem dla wielu państw i stanowi źródło napięć międzynarodowych. Topnienie lodu na obszarze Arktyki otworzyło możliwość eksploatacji znajdujących się tam złóż, które USGS oszacował na 90 miliardów baryłek. Dla porównania, zasoby USA są szacowane na 35 miliardów baryłek, a zasoby Federacji Rosyjskiej na 87 miliardów baryłek.

## Inne paliwa kopalne
Ropa naftowa
     Węgiel
     Gaz ziemny
     Hydroenergetyka
     Energia jądrowa
     Inne odnawialne źródła energii

Wykorzystanie różnych źródeł energii przez ludzkość (tysiące TWh rocznie):
Ropa naftowa
Węgiel
Gaz ziemny
Hydroenergetyka
Energia jądrowa
Inne odnawialne źródła energii

Analogiczne rozumowanie jak w przypadku peak oil można zastosować również w przypadku innych złóż nieodnawialnych. Podobnie jak w przypadku ropy, nowe odkrycia i niekonwencjonalne złoża utrudniają jednak określenie daty kiedy zaczną się one wyczerpywać.

### Węgiel
Hubbert przewidywał, że szczyt wydobycia węgla nastąpi około 2150 roku. Obecnie światowe zasoby węgla są szacowane na 860 miliardów ton, a roczne wydobycie wynosi 7,8 mld ton. Oznacza to że przy obecnym wydobyciu rezerwy wystarczą na przynajmniej 110 lat. EIA przewiduje, że wydobycie węgla będzie rosło przynajmniej do 2035 roku.

### Gaz

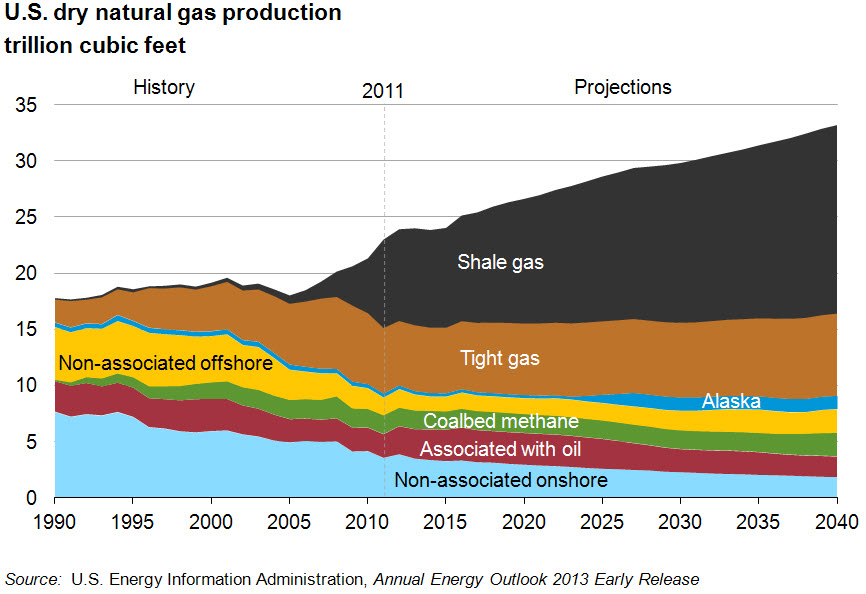
Przewidywane wydobycie gazu w USA ma rosnąć nieprzerwanie przynajmniej do 2040 roku dzięki wykorzystaniu gazu z łupków.

W 2002 roku szacowano, że światowy szczyt wydobycia gazu nastąpi około 2020 roku. Opracowanie taniej technologii wydobywania gazu z łupków spowodowało rewizję tych wniosków. EIA obecnie szacuje, że wydobycie gazu będzie rosło nieprzerwanie przynajmniej do 2040 roku.

### Materiały rozszczepialne
Zasoby uranu w konwencjonalnych złożach szacowane są na 5,6 miliona ton, co przy wydobyciu na poziomie 65 tysięcy ton rocznie wystarczy na ponad 80 lat. Istnieją jednak znane niekonwencjonalne źródła zwiększające te szacunki. Istnieją technologie umożliwiające wydobywaniu uranu z wody morskiej, gdzie występuje w niewielkim stężeniu. Szacuje się, że zasoby uranu w oceanach świata przekraczają 8 miliardów ton. Dodatkowo, w elektrowniach jądrowych wykorzystywany jest jedynie uran-235, który stanowi 0,7% całego uranu. Zastosowanie reaktorów powielających pozwala wykorzystywać również inne izotopy uranu (jak również toru), co mogłoby zwiększyć dostępne zasoby kilkaset razy.

### Polskie strony
- Peak Oil. oilpeak.pl. [zarchiwizowane z tego adresu (2006-09-07)].
- Ziemia Na Rozdrozu – Oil Peak

### Pozostałe strony
- PeakOil.com
- Energy Bulletin
- ASPO, Association for the Study of Peak Oil & Gas
- ODAC, Oil Depletion Analysis Centre
- Global oil & gas depletion: an overview.
- Running Out of and Into Oil: Analyzing Global Depletion and Transition Through 2050
- Economists Challenge Causal Link Between Oil Shocks And Recessions, Middle East Economic Survey
- Oilcrash, 2006
- TheOilDrum